# Altpreußische Biographie

L'Altpreußische Biographie (ApB) est un ouvrage biographique de référence en cinq volumes. Il remonte à une initiative de 1923, à la suite de laquelle la Commission historique pour la recherche d'État de Prusse-Orientale et Occidentale est fondée, et l'Altpreußische Monatsschrift (AMS), qui est publiée depuis 1864, est interrompue et une série de suivi commence sous le titre Altpreussische Forschungen.
La première livraison du tome I de l'ApB paraît en 1936, la dernière du tome II en 1967. Se sont ensuivis divers ajouts, le plus récent et définitif en 2015, si bien qu'environ 7000 personnes sont recensées. Il est créé sur le modèle de l'Allgemeine Deutsche Biographie (ADB).
Le cofondateur de l'ApB, Christian Krollmann, décède en 1944. (Il a accompagné l'impression jusqu'à la lettre "P". ) Klaus Bürger (de), l'éditeur du cinquième volume, décède en 2010.

## Volumes

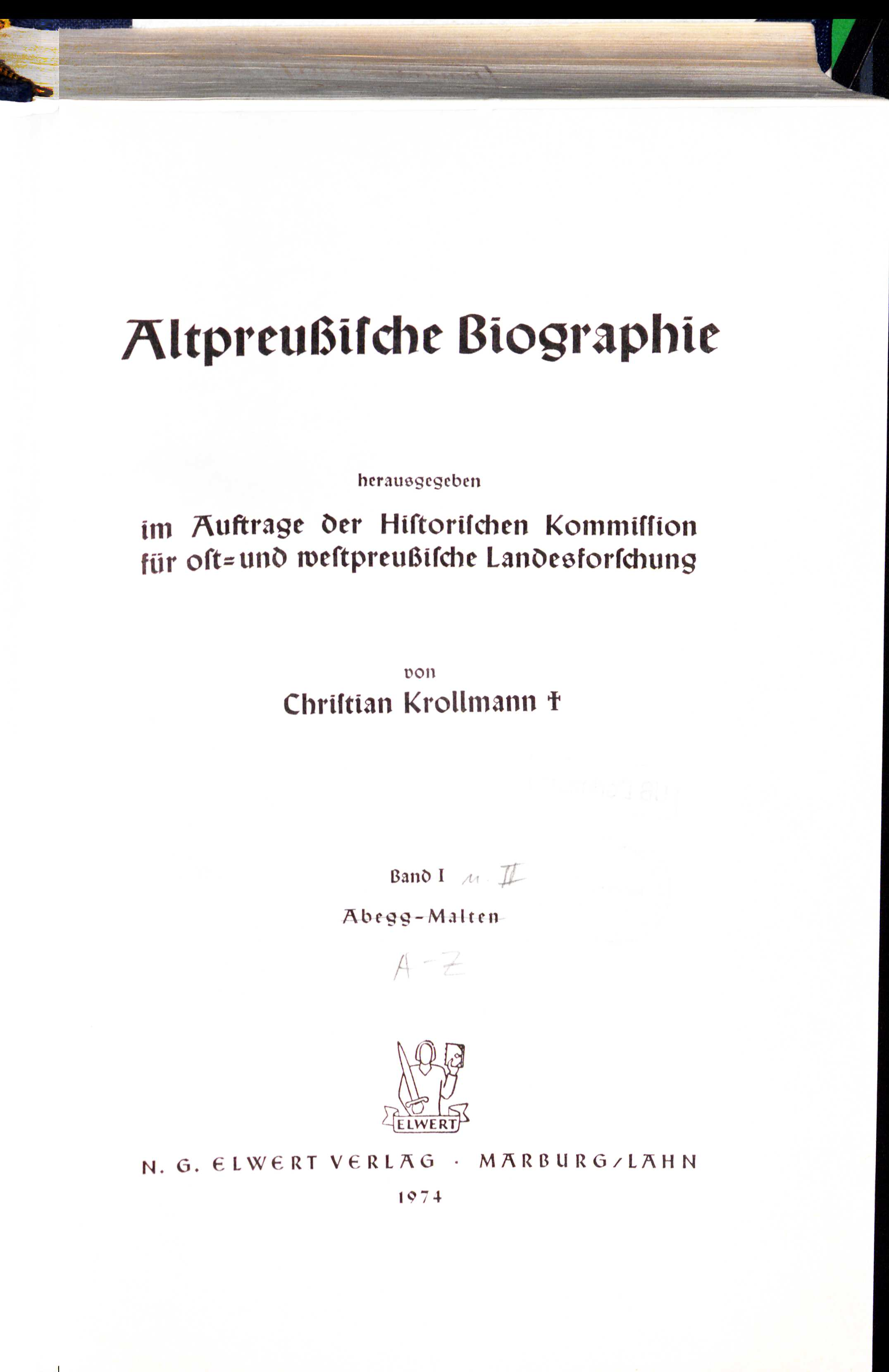
Altpreußische Biographie 1974

I. Abegg - Malten, Königsberg 1941, ND Marburg/L. 1974 ( DNB 365290718 )
II. Maltitz-Z, Marburg/L. 1967 ( DNB 365290726 )
III. Suppléments aux volumes I et II, 1975
IV Suppléments aux tomes I à III, éd. Ernst Bahr et a., Marbourg/Lahn 1995
V,1 éd. Klaus Bürger (de), Marbourg/Lahn 2000
V,2 éd. Klaus Burger, 2007
V,3 Edité par Klaus Bürger ( ✝ ), réalisé en collaboration avec Joachim Artz par Bernhart Jähnig, 2015